# 斯坦福医学院
斯坦福医学院（英語：Stanford University School of Medicine）是隶属于斯坦福大学的医学院。

## 历史
1908年库珀医学院作为礼物捐赠给斯坦福大学，1959年将它搬迁至帕罗奥图并成为其医学院。
学院众多建筑物中，李嘉诚知识研究中心是由香港富商李嘉诚捐赠修建的大楼，2008年4月25日破土动工，2010年9月29日正式启用。

## 排名
根据2019年由《美国新闻与世界报道》发布的美国医学院排名，和纽约大学医学院并列第三。紧随哈佛医学院和约翰·霍普金斯大学医学院。